# 青山街道 (石嘴山市)
青山街道，是中华人民共和国宁夏回族自治区石嘴山市大武口区下辖的一个乡镇级行政单位。

## 行政区划
青山街道下辖以下地区：
团结社区、红旗社区、永乐社区、裕园社区和胜利社区。